# Bączki (osada leśna)
Bączki – osada leśna w Polsce położona w województwie mazowieckim, w powiecie garwolińskim, w gminie Maciejowice.